# Folsomia nivalis
Folsomia nivalis är en urinsektsart som först beskrevs av Alpheus Spring Packard 1873.  Folsomia nivalis ingår i släktet Folsomia och familjen Isotomidae. Inga underarter finns listade i Catalogue of Life.